# Claudius angustatus
Claudius angustatus Cope, 1865, detta anche chopontil, è una tartaruga della famiglia Kinosternidae. È l'unica specie del genere Claudius.

## Distribuzione e habitat
Piccola tartaruga originaria del Centro America, con una distribuzione che si estende dal Messico fino al Belize.

## Habitat
Il suo habitat sono tutti quei luoghi acquatici a lento decorso quali stagni, fiumi ed acquitrini che hanno un fondo fangoso.

## Descrizione
Tartarughe di piccole dimensioni, raggiungono la lunghezza massima del carapace di circa 15 cm anche se di norma sono minori. Caratteristica che contraddistingue questa specie è il capo di grosse dimensioni, provvisto di fauci forti e taglienti e il piastrone di dimensioni particolarmente ridotte.

## Biologia
Alimentazione prettamente carnivora. Tartaruga prettamente acquatica, non ha però particolari doti di nuoto, ama infatti trattenersi in acque basse, ha abitudini perlopiù crepuscolari.